# ハンデレース
ハンデレースとは、オートレースの競走（レース）の一つで、選手の実力に応じて距離によるハンデキャップ（ハンデ）を課し発走する競走のことである。ハンデ戦とも呼ばれる。
メンバー中最も実力のある選手が単独で最重ハンデにつくか、同一線上で最も外枠に配置される。また、ランキング制度によって、S級、A級、B級の順にハンデは軽くなっていく。
こうした「距離に基づいたハンデ制」はリバースグリッドの一種と言え、ポールポジション制とは対極に位置する。最重ハンデについた選手が先行する選手をどう捌いていくかが、オートレースの最大の魅力でもある。
距離ハンデレースの歴史は古く、オートレースが誕生して間もない1950年11月15日に初めて実施された。現在のハンデは最大でも110メートルだが、ダート時代は現在の舗装路よりも距離が長く、1レースにおける周回数も現在より多かったため、ハンデも現在よりはるかに重かった。その端的な一例としては、1965年の第1回オールスターオートレース（飯塚オートレース場）において、当時最強の選手であった広瀬登喜夫（期前、引退）に課されたハンデ260メートル（7,950メートル競走、1周600メートル）などがある。